# Вранча
Вранчя, Вранча (рум. Vrancea), повіт у Румунії, на східному схилі Східних Карпат, частково на Нижньодунайській рівнині. Площа 4,8 тис. км². Населення 387 тис. чол. (2002), зокрема 20 % міського. Адміністративний центр — м. Фокшани.

## Міста
- Фокшани
- Аджуд
- Мерешешть
- Панчю
- Одобешть

## Господарство
Великий район виноградарства і виноробства. Посіви пшениці, кукурудзи, соняшнику, а також цукрового буряка; овочівництво. Тваринництво; переважають велика рогата худоба і вівці. У горах — лісозаготівлі. Промисловість: харчова, текстильна, металообробна, хімічна, деревообробна.